# Troféu Brasil de Ginástica Artística de 2023
O Troféu Brasil de Ginástica Artística de 2023 será realizado de 11 a 16 de abril de 2023 no Ginásio Constâncio Vieira em Aracaju, Sergipe. Similar as competições da Copa do Mundo, serão disputadas somente provas individuais por aparalhos.

## Calendário
- Terça-feira, 11 de abril
  - 08:00 - 19:00 Treinamento
- Quarta-feira, 12 de abril
  - 08:00 - 19:00 Treinamento
- Quinta-feira, 13 de abril
  - 08:20 - 12:34 Salto feminino, Barras assimétricas
  - 08:20 - 12:53 Solo masculino, Cavalo com alças, Argolas
- Sexta-feira, 14 de abril
  - 08:20 - 12:58 Trave, Solo feminino
  - 08:20 - 12:58 Salto masculino, Barras paralelas, Barra fixa
- Sábado, 15 de abril
  - 10:00 Final - Solo masculino
  - 10:35 Final - Salto feminino, Cavalo com alças
  - 11:45 Final - Barras assimétricas, Argolas
- Domingo, 16 de abril
  - 10:00 Final - Salto masculino
  - 10:35 Final - Trave, Barras paralelas
  - 11:50 Final - Solo feminino, Barra fixa

## Resumo de medalhas

### Medalhistas
| Evento              | Ouro                                          | Prata                                         | Bronze                                    |
| ------------------- | --------------------------------------------- | --------------------------------------------- | ----------------------------------------- |
| Masculino           |                                               |                                               |                                           |
| Solo                | Arthur Nory Esporte Clube Pinheiros           | Caio Souza Minas Tênis Clube                  | Tomás Florêncio AGITH                     |
| Cavalo com alças    | Bernardo Miranda Minas Tênis Clube            | Tomás Florêncio AGITH                         | Gabriel Barbosa Minas Tênis Clube         |
| Argolas             | Arthur Zanetti AGITH                          | Caio Souza Minas Tênis Clube                  | Gustavo Pereira Minas Tênis Clube         |
| Salto               | Yuri Guimarães AGITH                          | Diogo Soares Clube de Regatas do Flamengo     | Caio Souza Minas Tênis Clube              |
| Barras paralelas    | Bernardo Miranda Minas Tênis Clube            | Caio Souza Minas Tênis Clube                  | Tomás Florêncio AGITH                     |
| Barra fixa          | Patrick Correa Esporte Clube Pinheiros        | Lucas Bitencourt Minas Tênis Clube            | Yuri Guimarães AGITH                      |
| Feminino            |                                               |                                               |                                           |
| Salto               | Luiza Abel Grêmio Náutico União               | Christal Bezerra Esporte Clube Pinheiros      | Andreza Lima Grêmio Náutico União         |
| Barras assimétricas | Lorrane Oliveira Clube de Regatas do Flamengo | Carolyne Pedro · Paraná CEGIN                 | Jade Barbosa Clube de Regatas do Flamengo |
| Trave               | Julia Soares CEGIN                            | Lorrane Oliveira Clube de Regatas do Flamengo | Rafaela Oliva Grêmio Náutico União        |
| Solo                | Julia Soares CEGIN                            | Rafaela Oliva Grêmio Náutico União            | Gabriela Barbosa Esporte Clube Pinheiros  |

Fontes: 

### Quadro de medalhas

#### Geral
| Pos.               | Equipe                       | Ouro | Prata | Bronze | Total |
| ------------------ | ---------------------------- | ---- | ----- | ------ | ----- |
| 1                  | Minas Tênis Clube            | 2    | 4     | 3      | 9     |
| 2                  | AGITH                        | 2    | 1     | 3      | 6     |
| 3                  | Esporte Clube Pinheiros      | 2    | 1     | 1      | 4     |
| 4                  | CEGIN                        | 2    | 1     | 0      | 3     |
| 5                  | Clube de Regatas do Flamengo | 1    | 2     | 1      | 4     |
| 6                  | Grêmio Náutico União         | 1    | 1     | 2      | 4     |
| Total (6 entradas) | Total (6 entradas)           | 10   | 10    | 10     | 30    |

#### Masculino
| Pos.               | Equipe                       | Ouro | Prata | Bronze | Total |
| ------------------ | ---------------------------- | ---- | ----- | ------ | ----- |
| 1                  | Minas Tênis Clube            | 2    | 4     | 3      | 9     |
| 2                  | AGITH                        | 2    | 1     | 3      | 6     |
| 3                  | Esporte Clube Pinheiros      | 2    | 0     | 0      | 2     |
| 4                  | Clube de Regatas do Flamengo | 0    | 1     | 0      | 1     |
| Total (4 entradas) | Total (4 entradas)           | 6    | 6     | 6      | 18    |

#### Feminino
| Pos.               | Equipe                       | Ouro | Prata | Bronze | Total |
| ------------------ | ---------------------------- | ---- | ----- | ------ | ----- |
| 1                  | CEGIN                        | 2    | 1     | 0      | 3     |
| 2                  | Grêmio Náutico União         | 1    | 1     | 2      | 4     |
| 3                  | Clube de Regatas do Flamengo | 1    | 1     | 1      | 3     |
| 4                  | Esporte Clube Pinheiros      | 0    | 1     | 1      | 2     |
| Total (4 entradas) | Total (4 entradas)           | 4    | 4     | 4      | 12    |

## Resultados masculinos

### Solo
| Pos. | Ginasta                                   | Nota D | Nota E | Pen.  | Total  |
| ---- | ----------------------------------------- | ------ | ------ | ----- | ------ |
| 1    | Arthur Nory Esporte Clube Pinheiros       | 5.5    | 9.000  |       | 14.500 |
| 2    | Caio Souza Minas Tênis Clube              | 5.7    | 8.367  |       | 14.067 |
| 3    | Tomás Florêncio AGITH                     | 5.5    | 8.500  |       | 14.000 |
| 4    | Diogo Soares Clube de Regatas do Flamengo | 5.2    | 8.467  |       | 13.667 |
| 5    | Arthur Zanetti AGITH                      | 5.5    | 7.933  | 0.100 | 13.333 |
| 6    | Yuri Guimarães AGITH                      | 5.9    | 7.200  |       | 13.100 |
| 7    | Josué Heliodoro SOGIPA                    | 5.6    | 7.733  | 0.300 | 13.033 |
| 8    | Luis Porto Grêmio Náutico União           | 5.7    | 7.467  | 0.400 | 12.767 |

### Cavalo com alças
| Pos. | Ginasta                                   | Nota D | Nota E | Pen. | Total  |
| ---- | ----------------------------------------- | ------ | ------ | ---- | ------ |
| 1    | Bernardo Miranda Minas Tênis Clube        | 5.4    | 8.167  |      | 13.567 |
| 2    | Tomás Florêncio AGITH                     | 5.4    | 7.867  |      | 13.267 |
| 3    | Gabriel Barbosa Minas Tênis Clube         | 5.5    | 7.667  |      | 13.167 |
| 4    | Francisco Barreto Esporte Clube Pinheiros | 5.3    | 7.800  |      | 13.100 |
| 5    | Caio Souza Minas Tênis Clube              | 5.3    | 7.633  |      | 12.933 |
| 6    | Diogo Soares Clube de Regatas do Flamengo | 4.8    | 7.833  |      | 12.633 |
| 7    | Rankiel Neves Minas Tênis Clube           | 4.7    | 7.400  |      | 12.100 |
| 8    | Vinicius Blackman APAM Setor Leste        | 5.8    | 6.300  |      | 12.100 |

### Argolas
| Pos. | Ginasta                                   | Nota D | Nota E | Pen. | Total  |
| ---- | ----------------------------------------- | ------ | ------ | ---- | ------ |
| 1    | Arthur Zanetti AGITH                      | 6.0    | 8.500  |      | 14.500 |
| 2    | Caio Souza Minas Tênis Clube              | 6.1    | 8.333  |      | 14.433 |
| 3    | Gustavo Pereira Minas Tênis Clube         | 5.4    | 8.367  |      | 13.767 |
| 4    | Diogo Soares Clube de Regatas do Flamengo | 4.8    | 8.467  |      | 13.267 |
| 5    | Lucas Bitencourt Minas Tênis Clube        | 5.3    | 7.433  |      | 12.733 |
| 6    | Tomás Florêncio AGITH                     | 4.9    | 7.667  |      | 12.567 |
| 7    | Leonardo Souza Esporte Clube Pinheiros    | 4.8    | 7.733  |      | 12.533 |
| 8    | Gabriel Barbosa Minas Tênis Clube         | 4.3    | 7.500  |      | 11.800 |

### Salto
| Pos. | Ginasta                                      | Salto 1 | Salto 1 | Salto 1 | Salto 1 | Salto 2 | Salto 2 | Salto 2 | Salto 2 | Total  |
| Pos. | Ginasta                                      | Nota D  | Nota E  | Pen.    | Pont. 1 | Nota D  | Nota E  | Pen.    | Pont. 2 | Total  |
| ---- | -------------------------------------------- | ------- | ------- | ------- | ------- | ------- | ------- | ------- | ------- | ------ |
| 1    | Yuri Guimarães AGITH                         | 5.3     | 9.400   |         | 14.700  | 5.2     | 9.267   |         | 14.467  | 14.583 |
| 2    | Diogo Soares Clube de Regatas do Flamengo    | 5.3     | 9.367   |         | 14.667  | 4.9     | 9.467   |         | 14.367  | 14.517 |
| 3    | Caio Souza Minas Tênis Clube                 | 5.6     | 8.900   |         | 14.500  | 5.6     | 9.033   | 0.100   | 14.533  | 14.516 |
| 4    | Arthur Nory Esporte Clube Pinheiros          | 4.8     | 9.467   |         | 14.267  | 4.8     | 9.300   |         | 14.100  | 14.183 |
| 5    | Tomás Florêncio AGITH                        | 5.3     | 9.000   | 0.300   | 14.000  | 5.2     | 9.100   |         | 14.300  | 14.150 |
| 6    | Arthur Zanetti AGITH                         | 5.3     | 9.100   |         | 14.400  | 4.8     | 8.867   |         | 13.667  | 14.033 |
| 7    | João Victor Perdigão Esporte Clube Pinheiros | 5.2     | 8.533   |         | 13.733  | 4.9     | 9.000   |         | 13.900  | 13.816 |
| 8    | Josué Heliodoro SOGIPA                       | 5.2     | 8.000   | 0.300   | 12.900  | 4.8     | 8.867   | 0.100   | 13.567  | 13.233 |

### Barras paralelas
| Pos. | Ginasta                                   | Nota D | Nota E | Pen.  | Total  |
| ---- | ----------------------------------------- | ------ | ------ | ----- | ------ |
| 1    | Bernardo Miranda Minas Tênis Clube        | 5.1    | 8.533  |       | 13.633 |
| 2    | Caio Souza Minas Tênis Clube              | 6.1    | 7.433  |       | 13.533 |
| 3    | Tomás Florêncio AGITH                     | 5.3    | 8.033  |       | 13.333 |
| 4    | Francisco Barreto Esporte Clube Pinheiros | 5.1    | 7.867  |       | 12.967 |
| 5    | Leonardo Souza Esporte Clube Pinheiros    | 5.4    | 7.567  |       | 12.967 |
| 6    | Diogo Soares Clube de Regatas do Flamengo | 4.9    | 7.967  |       | 12.867 |
| 7    | Vinicius Blackman APAM Setor Leste        | 5.0    | 7.667  |       | 12.667 |
| 8    | Patrick Correa Esporte Clube Pinheiros    | 5.0    | 6.100  | 0.300 | 10.800 |

### Barra fixa
| Pos. | Ginasta                                   | Nota D | Nota E | Pen. | Total  |
| ---- | ----------------------------------------- | ------ | ------ | ---- | ------ |
| 1    | Patrick Correa Esporte Clube Pinheiros    | 5.4    | 8.233  |      | 13.633 |
| 2    | Lucas Bitencourt Minas Tênis Clube        | 5.4    | 8.200  |      | 13.600 |
| 3    | Yuri Guimarães AGITH                      | 5.1    | 8.167  |      | 13.267 |
| 4    | Diogo Soares Clube de Regatas do Flamengo | 5.4    | 7.767  |      | 13.167 |
| 5    | Diogo Paes Esporte Clube Pinheiros        | 5.5    | 7.633  |      | 13.133 |
| 6    | Murilo Souza AGITH                        | 4.9    | 8.167  |      | 13.067 |
| 7    | Francisco Barreto Esporte Clube Pinheiros | 5.3    | 7.733  |      | 13.033 |
| 8    | Leonardo Souza Esporte Clube Pinheiros    | 5.2    | 6.400  |      | 11.600 |

## Resultados femininos

### Salto
| Pos. | Ginasta                                  | Salto 1 | Salto 1 | Salto 1 | Salto 1 | Salto 2 | Salto 2 | Salto 2 | Salto 2 | Total  |
| Pos. | Ginasta                                  | Nota D  | Nota E  | Pen.    | Pont. 1 | Nota D  | Nota E  | Pen.    | Pont. 2 | Total  |
| ---- | ---------------------------------------- | ------- | ------- | ------- | ------- | ------- | ------- | ------- | ------- | ------ |
| 1    | Luiza Abel Grêmio Náutico União          | 4.2     | 8.500   |         | 12.700  | 3.8     | 8.500   |         | 12.300  | 12.500 |
| 2    | Christal Bezerra Esporte Clube Pinheiros | 4.2     | 8.467   |         | 12.667  | 3.8     | 7.333   |         | 11.133  | 11.900 |
| 3    | Andreza Lima Grêmio Náutico União        | 4.2     | 8.400   |         | 12.600  | 3.8     | 7.267   |         | 11.067  | 11.833 |
| 4    | Camille Fonseca SESI-SP                  | 3.6     | 8.467   | 0.300   | 11.767  | 3.4     | 8.300   |         | 11.700  | 11.733 |
| 5    | Vitoria Dias Jurerê Sports Center        | 3.4     | 8.433   |         | 11.833  | 3.0     | 8.133   |         | 11.133  | 11.483 |
| 6    | Jady Correa IGAP                         | 3.4     | 8.433   |         | 11.833  | 3.0     | 8.133   |         | 11.133  | 11.483 |
| 7    | Mirella Santos Minas Tênis Clube         |         |         |         | 0       | 3.8     | 7.167   |         | 10.967  | 5.483  |

### Barras assimétricas
| Pos. | Ginasta                                       | Nota D | Nota E | Pen. | Total  |
| ---- | --------------------------------------------- | ------ | ------ | ---- | ------ |
| 1    | Lorrane Oliveira Clube de Regatas do Flamengo | 5.5    | 8.000  |      | 13.500 |
| 2    | Carolyne Pedro · Paraná CEGIN                 | 5.3    | 7.533  |      | 12.833 |
| 3    | Jade Barbosa Clube de Regatas do Flamengo     | 5.4    | 7.433  |      | 12.833 |
| 4    | Josiany Silva · Paraná CEGIN                  | 4.8    | 7.867  |      | 12.667 |
| 5    | Gabriela Barbosa Esporte Clube Pinheiros      | 5.2    | 6.833  |      | 12.033 |
| 6    | Luiza Abel Grêmio Náutico União               | 4.7    | 6.933  |      | 11.633 |
| 7    | Beatriz Silva FAE/Osasco                      | 4.3    | 7.067  |      | 11.367 |
| 8    | Christal Bezerra Esporte Clube Pinheiros      | 5.0    | 5.233  |      | 10.233 |

### Trave
| Pos. | Ginasta                                       | Nota D | Nota E | Pen. | Total  |
| ---- | --------------------------------------------- | ------ | ------ | ---- | ------ |
| 1    | Julia Soares CEGIN                            | 5.2    | 7.900  |      | 13.100 |
| 2    | Lorrane Oliveira Clube de Regatas do Flamengo | 4.8    | 7.500  |      | 12.300 |
| 3    | Rafaela Oliva Grêmio Náutico União            | 5.4    | 6.733  |      | 12.133 |
| 4    | Gleyce Rodrigues FAE/Osasco                   | 4.8    | 7.000  |      | 11.800 |
| 5    | Christal Bezerra Esporte Clube Pinheiros      | 4.9    | 6.900  |      | 11.800 |
| 6    | Gabriela Barbosa Esporte Clube Pinheiros      | 4.5    | 6.700  |      | 11.200 |
| 7    | Camille Fonseca SESI-SP                       | 4.6    | 5.033  |      | 9.633  |
| 8    | Marcela Meireles Fluminense Football Club     | 4.4    | 4.567  |      | 8.967  |

### Solo
| Pos. | Ginasta                                  | Nota D | Nota E | Pen.  | Total  |
| ---- | ---------------------------------------- | ------ | ------ | ----- | ------ |
| 1    | Julia Soares CEGIN                       | 5.4    | 7.767  | 0.100 | 13.067 |
| 2    | Rafaela Oliva Grêmio Náutico União       | 4.7    | 7.800  |       | 12.500 |
| 3    | Gabriela Barbosa Esporte Clube Pinheiros | 4.7    | 7.500  |       | 12.200 |
| 4    | Luisa Maia Clube de Regatas do Flamengo  | 4.8    | 7.400  |       | 12.200 |
| 5    | Camille Fonseca SESI-SP                  | 4.7    | 7.467  |       | 12.167 |
| 6    | Josiany Silva · Paraná CEGIN             | 4.6    | 7.367  |       | 11.967 |
| 7    | Julia Silva Esporte Clube Pinheiros      | 4.6    | 7.100  |       | 11.700 |
| 8    | Beatriz Silva FAE/Osasco                 | 4.5    | 6.767  |       | 11.267 |

## Qualificatória

### Masculino

#### Solo
| Pos. | Ginasta                                   | Nota D | Nota E | Pen.  | Total  | Qual. |
| ---- | ----------------------------------------- | ------ | ------ | ----- | ------ | ----- |
| 1    | Caio Souza Minas Tênis Clube              | 5.7    | 8.300  |       | 14.000 | Q     |
| 2    | Tomás Florêncio AGITH                     | 5.6    | 8.250  |       | 13.850 | Q     |
| 3    | Diogo Soares Clube de Regatas do Flamengo | 5.7    | 8.350  | 0.300 | 13.750 | Q     |
| 4    | Luis Porto Grêmio Náutico União           | 5.7    | 7.950  |       | 13.650 | Q     |
| 5    | Yuri Guimarães AGITH                      | 5.9    | 7.700  | 0.100 | 13.500 | Q     |
| 6    | Arthur Zanetti AGITH                      | 5.4    | 7.900  |       | 13.300 | Q     |
| 7    | Arthur Nory Esporte Clube Pinheiros       | 5.3    | 8.050  | 0.100 | 13.250 | Q     |
| 8    | Josué Heliodoro SOGIPA                    | 5.6    | 7.500  |       | 13.100 | Q     |
| 9    | Lucas Bitencourt Minas Tênis Clube        | 5.4    | 7.650  |       | 13.050 | R1    |
| 10   | Patrick Correa Esporte Clube Pinheiros    | 5.7    | 7.000  |       | 12.700 | R2    |
| 11   | Juliano Oliva Grêmio Náutico União        | 5.6    | 6.900  |       | 12.500 | R3    |

#### Cavalo com alças
| Pos. | Ginasta                                   | Nota D | Nota E | Pen. | Total  | Qual. |
| ---- | ----------------------------------------- | ------ | ------ | ---- | ------ | ----- |
| 1    | Vinicius Blackman APAM Setor Leste        | 5.2    | 7.850  |      | 13.050 | Q     |
| 2    | Tomás Florêncio AGITH                     | 5.4    | 7.450  |      | 12.850 | Q     |
| 3    | Caio Souza Minas Tênis Clube              | 5.3    | 7.500  |      | 12.800 | Q     |
| 4    | Francisco Barreto Esporte Clube Pinheiros | 4.9    | 7.850  |      | 12.750 | Q     |
| 5    | Rankiel Neves Minas Tênis Clube           | 4.8    | 7.800  |      | 12.600 | Q     |
| 6    | Diogo Soares Clube de Regatas do Flamengo | 5.9    | 6.550  |      | 12.450 | Q     |
| 7    | Gabriel Barbosa Minas Tênis Clube         | 5.2    | 7.200  |      | 12.400 | Q     |
| 8    | Bernardo Miranda Minas Tênis Clube        | 5.3    | 7.050  |      | 12.350 | Q     |
| 9    | Murilo Souza AGITH                        | 5.4    | 6.850  |      | 12.250 | R1    |
| 10   | Bruno Silva ADECO                         | 4.6    | 7.450  |      | 12.050 | R2    |
| 11   | Josué Heliodoro SOGIPA                    | 4.9    | 6.800  |      | 11.700 | R3    |

#### Argolas
| Pos. | Ginasta                                   | Nota D | Nota E | Pen. | Total   | Qual. |
| ---- | ----------------------------------------- | ------ | ------ | ---- | ------- | ----- |
| 1    | Arthur Zanetti AGITH                      | 6.0    | 8.700  |      | 14.700  | Q     |
| 2    | Caio Souza Minas Tênis Clube              | 6.0    | 8.100  |      | 14.100  | Q     |
| 3    | Diogo Soares Clube de Regatas do Flamengo | 4.8    | 8.200  |      | 13.000  | Q     |
| 4    | Gustavo Pereira Minas Tênis Clube         | 5.4    | 7.600  |      | 13.000  | Q     |
| 5    | Gabriel Barbosa Minas Tênis Clube         | 5.1    | 7.800  |      | '12.900 | Q     |
| 6    | Leonardo Souza Esporte Clube Pinheiros    | 4.8    | 8.050  |      | 12.850  | Q     |
| 7    | Lucas Bitencourt Minas Tênis Clube        | 5.2    | 7.650  |      | 12.850  | Q     |
| 8    | Tomás Florêncio AGITH                     | 4.7    | 8.100  |      | 12.800  | Q     |
| 9    | Patrick Correa Esporte Clube Pinheiros    | 4.7    | 8.100  |      | 12.700  | R1    |
| 10   | Bernardo Miranda Minas Tênis Clube        | 4.3    | 8.200  |      |         | R2    |
| 11   | Yuri Guimarães AGITH                      | 5.0    | 7.500  |      | 12.500  | R3    |

#### Salto
| Pos. | Ginasta                                      | Salto 1 | Salto 1 | Salto 1 | Salto 1 | Salto 2 | Salto 2 | Salto 2 | Salto 2 | Total   | Notas |
| Pos. | Ginasta                                      | Nota D  | Nota E  | Pen.    | Pont. 1 | Nota D  | Nota E  | Pen.    | Pont. 2 | Total   | Notas |
| ---- | -------------------------------------------- | ------- | ------- | ------- | ------- | ------- | ------- | ------- | ------- | ------- | ----- |
| 1    | Yuri Guimarães AGITH                         | 5.2     | 9.400   |         | 14.600  | 5.2     | 9.350   |         | 14.550  | 14.575  | Q     |
| 2    | Caio Souza Minas Tênis Clube                 | 5.6     | 9.200   |         | 14.800  | 4.8     | 8.850   |         | 13.650  | 14.225  | Q     |
| 3    | Arthur Nory Esporte Clube Pinheiros          | 4.8     | 9.350   |         | 14.150  | 4.8     | 9.200   |         | 14.000  | '14.075 | Q     |
| 4    | João Victor Perdigão Esporte Clube Pinheiros | 5.2     | 9.300   |         | 14.500  | 4.8     | 8.850   |         | 13.650  | 14.075  | Q     |
| 5    | Diogo Soares Clube de Regatas do Flamengo    | 5.2     | 9.300   |         | 14.500  | 4.8     | 8.900   | 0.100   | 13.600  | 14.050  | Q     |
| 6    | Arthur Zanetti AGITH                         | 5.2     | 9.300   |         | 14.500  | 4.8     | 8.750   |         | 13.550  | 14.025  | Q     |
| 7    | Josué Heliodoro SOGIPA                       | 5.2     | 9.050   |         | 14.250  | 4.8     | 8.850   | 0.300   | 13.350  | 13.800  | Q     |
| 8    | Tomás Florêncio AGITH                        | 5.2     | 9.100   | 0.100   | 14.200  | 5.2     | 8.050   |         | 13.250  | 13.725  | Q     |
| 9    | Luis Porto Grêmio Náutico União              | 5.2     | 9.150   |         | 14.350  | 5.2     | 7.950   | 0.300   | 12.850  | 13.600  | R1    |
| 10   | Leonardo Souza Esporte Clube Pinheiros       | 4.8     | 9.200   |         | 14.000  | 4.0     | 9.050   |         | 13.050  | 13.525  | R2    |
| 11   | Kayke Santos ADECO                           | 5.2     | 8.300   | 0.300   | 13.200  | 4.8     | 8.950   |         | 13.750  | 13.475  | R3    |

#### Barras paralelas
| Pos. | Ginasta                                   | Nota D | Nota E | Pen.  | Total  | Qual. |
| ---- | ----------------------------------------- | ------ | ------ | ----- | ------ | ----- |
| 1    | Caio Souza Minas Tênis Clube              | 6.1    | 8.450  |       | 14.550 | Q     |
| 2    | Tomás Florêncio AGITH                     | 5.4    | 8.850  |       | 14.250 | Q     |
| 3    | Bernardo Miranda Minas Tênis Clube        | 5.2    | 8.850  | 0.300 | 13.750 | Q     |
| 4    | Francisco Barreto Esporte Clube Pinheiros | 5.2    | 8.450  |       | 13.650 | Q     |
| 5    | Patrick Correa Esporte Clube Pinheiros    | 5.4    | 8.100  |       | 13.500 | Q     |
| 6    | Leonardo Souza Esporte Clube Pinheiros    | 5.4    | 7.950  |       | 13.350 | Q     |
| 7    | Diogo Soares Clube de Regatas do Flamengo | 5.7    | 7.550  |       | 13.250 | Q     |
| 8    | Vinicius Blackman APAM Setor Leste        | 5.0    | 8.150  |       | 13.150 | Q     |
| 9    | Johnny Oshiro AGITH                       | 5.2    | 7.850  |       | 13.050 | R1    |
| 10   | Diogo Paes Esporte Clube Pinheiros        | 5.0    | 7.350  |       | 12.350 | R2    |
| 11   | Murilo Souza AGITH                        | 4.9    | 7.350  |       | 12.250 | R3    |

#### Barra fixa
| Pos. | Ginasta                                   | Nota D | Nota E | Pen. | Total  | Qual. |
| ---- | ----------------------------------------- | ------ | ------ | ---- | ------ | ----- |
| 1    | Lucas Bitencourt Minas Tênis Clube        | 5.4    | 8.850  |      | 14.250 | Q     |
| 2    | Patrick Correa Esporte Clube Pinheiros    | 5.5    | 8.450  |      | 13.950 | Q     |
| 3    | Diogo Soares Clube de Regatas do Flamengo | 5.5    | 8.250  |      | 13.750 | Q     |
| 4    | Yuri Guimarães AGITH                      | 5.1    | 8.600  |      | 13.700 | Q     |
| 5    | Diogo Paes Esporte Clube Pinheiros        | 5.5    | 8.150  |      | 13.650 | Q     |
| 6    | Francisco Barreto Esporte Clube Pinheiros | 5.1    | 8.400  |      | 13.500 | Q     |
| 7    | Leonardo Souza Esporte Clube Pinheiros    | 5.3    | 8.100  |      | 13.400 | Q     |
| 8    | Murilo Souza AGITH                        | 4.8    | 8.200  |      | 13.000 | Q     |
| 9    | Arthur Nory Esporte Clube Pinheiros       | 5.6    | 7.150  |      | 12.750 | R1    |
| 10   | Tomás Florêncio AGITH                     | 5.2    | 7.450  |      | 12.650 | R2    |
| 11   | Rogério Borges ADECO                      | 4.4    | 8.100  |      | 12.500 | R3    |

### Feminino

#### Salto
| Pos. | Ginasta                                  | Salto 1 | Salto 1 | Salto 1 | Salto 1 | Salto 2 | Salto 2 | Salto 2 | Salto 2 | Total  | Notas |
| Pos. | Ginasta                                  | Nota D  | Nota E  | Pen.    | Pont. 1 | Nota D  | Nota E  | Pen.    | Pont. 2 | Total  | Notas |
| ---- | ---------------------------------------- | ------- | ------- | ------- | ------- | ------- | ------- | ------- | ------- | ------ | ----- |
| 1    | Andreza Lima Grêmio Náutico União        | 4.2     | 8.867   |         | 13.067  | 3.8     | 8.667   |         | 12.467  | 12.767 | Q     |
| 2    | Christal Bezerra Esporte Clube Pinheiros | 4.2     | 8.500   |         | 12.700  | 3.8     | 8.767   |         | 12.567  | 12.633 | Q     |
| 3    | Luiza Abel Grêmio Náutico União          | 4.2     | 8.500   |         | 12.700  | 3.8     | 8.667   |         | 12.467  | 12.583 | Q     |
| 4    | Camille Fonseca SESI-SP                  | 3.6     | 8.600   |         | 12.200  | 3.4     | 8.167   |         | 11.567  | 11.883 | Q     |
| 5    | Mirella Santos Minas Tênis Clube         | 4.2     | 8.100   |         | 12.300  | 3.6     | 7.167   | 0.100   | 10.667  | 11.483 | Q     |
| 6    | Vitoria Dias Jurerê Sports Center        | 3.4     | 8.400   |         | 11.800  | 3.0     | 8.067   |         | 11.067  | 11.433 | Q     |
| 7    | Jady Correa IGAP                         | 3.4     | 8.367   |         | 11.767  | 2.4     | 8.367   |         | 10.767  | 11.267 | Q     |

#### Barras assimétricas
| Pos. | Ginasta                                       | Nota D | Nota E | Pen.  | Total  | Qual. |
| ---- | --------------------------------------------- | ------ | ------ | ----- | ------ | ----- |
| 1    | Lorrane Oliveira Clube de Regatas do Flamengo | 5.7    | 7.633  |       | 13.333 | Q     |
| 2    | Carolyne Pedro · Paraná CEGIN                 | 5.3    | 7.700  |       | 13.000 | Q     |
| 3    | Luiza Abel Grêmio Náutico União               | 4.6    | 8.033  |       | 12.633 | Q     |
| 4    | Jade Barbosa Clube de Regatas do Flamengo     | 4.9    | 7.533  |       | 12.433 | Q     |
| 5    | Josiany Silva · Paraná CEGIN                  | 4.9    | 7.333  |       | 12.233 | Q     |
| 6    | Flávia Saraiva Clube de Regatas do Flamengo   | 5.0    | 8.133  | 1.000 | 12.133 | Q     |
| 7    | Gabriela Barbosa Esporte Clube Pinheiros      | 5.2    | 6.600  |       | 11.800 | Q     |
| 8    | Beatriz Silva FAE/Osasco                      | 4.3    | 7.100  |       | 11.400 | Q     |
| 9    | Christal Bezerra Esporte Clube Pinheiros      | 5.0    | 6.133  |       | 11.133 | R1    |
| 10   | Luisa Maia Clube de Regatas do Flamengo       | 4.3    | 6.300  |       | 10.600 | R2    |
| 11   | Andreza Lima Grêmio Náutico União             | 4.4    | 6.200  |       | 10.600 | R3    |

#### Trave
| Pos. | Ginasta                                       | Nota D | Nota E | Pen.  | Total  | Qual. |
| ---- | --------------------------------------------- | ------ | ------ | ----- | ------ | ----- |
| 1    | Julia Soares CEGIN                            | 5.2    | 8.100  | 0.100 | 13.200 | Q     |
| 2    | Gabriela Barbosa Esporte Clube Pinheiros      | 5.1    | 7.733  |       | 12.833 | Q     |
| 3    | Rafaela Oliva Grêmio Náutico União            | 5.3    | 7.400  |       | 12.700 | Q     |
| 4    | Lorrane Oliveira Clube de Regatas do Flamengo | 4.8    | 7.833  |       | 12.633 | Q     |
| 5    | Christal Bezerra Esporte Clube Pinheiros      | 4.9    | 7.033  |       | 11.933 | Q     |
| 6    | Beatriz Silva FAE/Osasco                      | 4.6    | 6.767  | 0.100 | 11.267 | Q     |
| 7    | Camille Fonseca SESI-SP                       | 5.0    | 6.333  | 0.100 | 11.233 | Q     |
| 8    | Marcela Meireles Fluminense Football Club     | 4.4    | 6.767  |       | 11.167 | Q     |
| 9    | Gleyce Rodrigues FAE/Osasco                   | 4.8    | 5.933  |       | 10.733 | R1    |
| 10   | Julia Silva Esporte Clube Pinheiros           | 4.4    | 6.300  |       | 10.700 | R2    |
| 11   | Luisa Maia Clube de Regatas do Flamengo       | 5.0    | 5.200  | 0.100 | 10.100 | R3    |

#### Solo
| Pos. | Ginasta                                  | Nota D | Nota E | Pen.  | Total  | Qual. |
| ---- | ---------------------------------------- | ------ | ------ | ----- | ------ | ----- |
| 1    | Julia Soares CEGIN                       | 5.4    | 8.067  |       | 13.467 | Q     |
| 2    | Rafaela Oliva Grêmio Náutico União       | 4.7    | 7.633  |       | 12.333 | Q     |
| 3    | Luisa Maia Clube de Regatas do Flamengo  | 4.8    | 7.533  | 0.300 | 12.033 | Q     |
| 4    | Julia Silva Esporte Clube Pinheiros      | 4.5    | 7.333  |       | 11.833 | Q     |
| 5    | Josiany Silva CEGIN                      | 4.5    | 7.133  |       | 11.633 | Q     |
| 6    | Camille Fonseca SESI-SP                  | 4.8    | 6.800  | 0.100 | 11.500 | Q     |
| 7    | Beatriz Silva FAE/Osasco                 | 4.4    | 6.833  |       | 11.233 | Q     |
| 8    | Gabriela Barbosa Esporte Clube Pinheiros | 4.7    | 6.433  | 0.100 | 11.033 | Q     |
| 9    | Andreza Lima Grêmio Náutico União        | 4.7    | 6.167  |       | 10.867 | R1    |
| 10   | Milleny Souza Grêmio Náutico União       | 4.4    | 6.433  |       | 10.833 | R2    |
| 11   | Sophia Fernandes Esporte Clube Pinheiros | 4.2    | 6.433  |       | 10.633 | R3    |